# Elecciones generales de Burkina Faso de 2015
Las elecciones generales se celebraron en Burkina Faso el 29 de noviembre de 2015. Fueron los primeros comicios en el país desde la revolución de 2014 y la salida del presidente Blaise Compaoré, que había gobernado Burkina Faso durante 27 años.
Aunque las elecciones se celebraron en el plazo constitucional previsto de 5 años, estas fueron las elecciones más cruciales en la historia de Burkina Faso. El presidente Blaise Compaoré esperaba postularse a un tercer manado (a pesar de llevar en el poder desde 1987, tras derrocar a Thomas Sankara) cuando la Constitución de 1991 y sus enmiendas le impidieron postularse a otro período acudió al Tribunal Constitucional el cual era evidente para la oposición que aprobaría la reforma.
El día de la votación en la Asamblea Nacional (tras la aprobación de la enmienda en el Tribunal Constitucional), el 30 de octubre de 2014. Se presentaron fuertes manifestaciones en todo el país que tras la destrucción de la Asamblea Nacional y la sede del partido de Compaoré, el Congreso por la Democracia y el Progreso (CDP) en la capital Uagadugú. Se produjo: primero la disolución de la Asamblea Nacional y luego, el 31 de octubre de 2014 la renuncia del presidente. Tras días de incertidumbre política el gobierno de transición fue encabezado por Isaac Zida primero y luego por Michel Kafando.
En septiembre de 2015 a un mes de las elecciones se produjo un golpe de Estado encabezado por las fuerzas más leales a Compaoré, dirigidas por su antigua mano derecha Gilbert Diendéré. A pesar de sus intentos de anular las elecciones, la condena internacional al golpe y la oposición interna obligaron a Diendéré a devolver el mando al gobierno de transición. El golpe retraso las elecciones un mes.
La elección presidencial fue ganada por Roch Marc Christian Kaboré (primer ministro de Compaoré de 1994 a 1996), del Movimiento Popular para el Progreso (MPP), que recibió el 53% de los votos en la primera vuelta. Kaboré y su principal rival Zéphirin Diabré del Unión para el Progreso y la Reforma (UPC) eran auspiciados por formaciones opositoras al antiguo gobierno, lo cual demostró el compromiso del país por la democracia y eliminar cualquier vestigio del gobierno de Compaoré.

## Antecedentes
Artículo principal: Revolución de Burkina Faso de 2014
Tras una enmienda en 2000, la constitución limita a los presidentes a dos mandatos de cinco años. Sin embargo, las restricciones no se aplicaron retroactivamente, lo que permitió al presidente Blaise Compaoré, que había estado en el cargo desde 1987, postularse por dos mandatos más; en consecuencia, fue reelegido en 2005 y 2010.
El 30 de octubre de 2014, la Asamblea Nacional estaba programada para votar una enmienda constitucional que eliminaría los límites de mandato. Sin embargo, la votación provocó protestas, con el edificio de la Asamblea Nacional, el Ayuntamiento de Uagadugú y la sede del Congreso por la Democracia y el Progreso (CDP) incendiados. Como resultado de las protestas, se suspendió la votación. También se informó de protestas en otras ciudades, incluida la segunda ciudad más grande, Bobo-Dioulasso.
Compaoré anunció posteriormente que retiraría la enmienda constitucional. El 31 de octubre, Compaoré dimitió y sugirió que se celebraran elecciones en un plazo de 90 días.
El Jefe de Estado Mayor de las Fuerzas Armadas, General Honoré Traoré, asumió por primera vez el cargo de jefe de Estado interino. Sin embargo, muchos manifestantes criticaron la nueva transición del poder debido a los vínculos de Traoré con Compaoré. Algunos manifestantes han pedido la elección de Kouamé Lougué. Luego de una breve lucha por el poder, las Fuerzas Armadas afirmaron que Yacouba Isaac Zida tenía su respaldo unánime para ser el jefe de Estado interino, aunque continuaron algunas protestas en contra de tener una administración interina liderada por militares.

## Candidatos
La carta de transición prohibió a los ministros del gobierno de transición postularse para la presidencia.
Varios políticos declararon su intención de presentar candidatos presidenciales, aunque a algunos se les prohibió postularse (como al partido del expresidente Compaoré, el Congreso por la Democracia y el Progreso (CDP)). La lista final de candidatos fue:
1. Bénéwendé Stanislas Sankara
2. Roch Marc Christian Kaboré
3. Zéphirin Diabré
4. Tahirou Barry
5. Ablassé Ouedraogo
6. Saran Sérémé
7. Victorien Barnabé Wendkouni Tougouma
8. Jean-Baptiste Natama
9. Isaaka Zampaligré
10. Adama Kanazoé
11. Ram Ouédraogo
12. Maurice Denis Salvador Yameogo
13. Boukaré Ouédraogo
14. Françoise Toé

## Código electoral y controversia
En abril de 2015, la legislatura interina aprobó un código electoral que prohíbe a cualquier diputado que hubiera apoyado la enmienda constitucional para eliminar los límites de mandato participar en las elecciones. La reforma del código electoral fue aprobada por el parlamento de transición el 7 de abril y firmada por el presidente Kafando el 10 de abril. En protesta, el exgobernante Congreso por la Democracia y el Progreso (CDP) y sus aliados anunciaron el 10 de abril de 2015 que suspendían la participación en el Consejo Nacional de Transición y la Comisión Nacional de Reconciliación y Reformas, alegando que el nuevo código electoral era una forma de exclusión política.
El 13 de julio de 2015, el Tribunal de Justicia de la CEDEAO falló en contra de la ley de exclusión. Según el tribunal, impedir que las personas se presenten a las elecciones sobre la base de una postura política era una violación de sus derechos humanos fundamentales.
El 16 de julio de 2015, el presidente Kafando confirmó que Burkina Faso aplicaría la sentencia de la CEDEAO. Sin embargo, el mismo día, el gobierno de transición acusó a Blaise Compaoré de 'alta traición' por su intento de cambiar la constitución y postularse para un tercer mandato. Además de estos cargos contra Compaoré, el parlamento de transición presentó cargos de asesinato y agresión contra todos los funcionarios del gobierno que aprobaron su intento de quedarse. Algunos criticaron los cargos repentinos, ya que fueron percibidos como una nueva maniobra del gobierno de transición para excluir a todos los candidatos serios de las próximas elecciones. También reafirmó las sospechas de parcialidad e instrumentalización que rodean al gobierno de transición.
Los partidarios de Compaoré apelaron al Consejo Constitucional para que anule los cargos. El 10 de agosto, el tribunal dictaminó que carecía de autoridad para decidir si debían anularse los cargos.
22 personas presentaron solicitudes para presentarse como candidatos presidenciales antes de la medianoche del 21 de agosto de 2015. La lista incluía políticos que habían servido durante el mandato de Compaoré, como Djibril Bassolé, así como políticos que se le habían opuesto, como Bénéwendé Sankara y Zéphirin Diabré.
A pesar del fallo de la CEDEAO contra la ley de exclusión, el Consejo Constitucional dictaminó el 25 de agosto que las autoridades de Burkina Faso nunca habían derogado la ley y, por lo tanto, seguía en vigor. En consecuencia, prohibió a 42 posibles candidatos que habían apoyado cambiar la constitución de presentarse como candidatos parlamentarios, incluido el líder del CDP Eddie Komboïgo y el líder de ADF-RDA Gilbert Noel Ouedraogo. Indignado, el Congreso por la Democracia y el Progreso (CDP) juró desobediencia civil y potencialmente un boicot electoral, argumentando que el fallo era ilegal e inconstitucional, que negaba los derechos de los ciudadanos a participar en el proceso político e ignoró el fallo de la CEDEAO. Las partes que habían apoyado a Compaoré recurrieron sin demora a la Autoridad de los Jefes de Estado y de Gobierno de la CEDEAO.
El 29 de agosto de 2015, el Consejo Constitucional anunció que se permitiría postularse a 16 de los 22 posibles candidatos. Al igual que en las elecciones parlamentarias, el líder del CDP, Eddie Komboïgo, y el líder de la ADF-RDA, Gilbert Noel Ouedraogo, no pudieron presentarse. Todos los demás candidatos pudieron postularse, excepto cuatro candidatos independientes que no pagaron el depósito necesario. Djibril Bassolé, que fue el último ministro de Relaciones Exteriores de Compaoré, recibió autorización para presentarse. Komboïgo condenó el fallo del tribunal y dijo que tenía motivaciones políticas.
Tres candidatos argumentaron que Djibril Bassolé y Yacouba Ouedraogo, quienes estaban en el gobierno cuando Compaoré fue derrocado en octubre de 2014, también deberían ser excluidos porque estuvieron presentes en una reunión del gobierno para preparar una legislación que habría eliminado los límites del mandato presidencial. El Consejo Constitucional aceptó este argumento y el 10 de septiembre de 2015 eliminó a Bassolé y Ouedraogo de la lista de candidatos aprobados. De los 14 candidatos restantes, Roch Marc Christian Kabore y Zéphirin Diabré, quienes sirvieron en el gobierno de Compaoré pero luego rompieron con él y entraron en la oposición, fueron vistos como los principales contendientes.

### Golpe de septiembre de 2015
Artículo principal: Golpe de Estado de Burkina Faso en 2015
El 16 de septiembre de 2015, el Regimiento de Seguridad Presidencial (RSP), la guardia presidencial estrechamente vinculada a Compaoré, detuvo al presidente Kafando y al primer ministro Zida, dos días después de que la comisión de reformas recomendara la disolución del RSP. Los líderes golpistas anunciaron el 17 de septiembre que iban a destituir a Kafando, disolver el gobierno y la legislatura de transición y establecer un nuevo organismo de transición, el Consejo Nacional para la Democracia (CND), para llevar al país a elecciones inclusivas y pacíficas. En su proclamación de la CND, denunciaron a las autoridades de transición por su supuesta ley electoral antidemocrática y por ignorar las recomendaciones de la CEDEAO de derogar la ley de exclusión. El general Gilbert Diendéré fue designado presidente del consejo.
Más tarde ese mismo día, Diendéré dijo que Compaoré no tuvo nada que ver con el golpe y que el golpe fue apoyado por el resto del ejército. Pidió calma para que podamos seguir en el camino de elecciones inclusivas y democráticas y apeló a la comunidad internacional: Sabemos que un golpe de Estado nunca es aceptado por la comunidad internacional, pero le pedimos que comprenda el propósito de nuestra acción. Estamos comprometidos con el diálogo y aceptamos ciertos principios de la comunidad internacional. Hizo hincapié en que no tenía ningún interés en la política y que solo se estaba involucrando debido a la situación especial, y dijo que el poder sería devuelto a los civiles tan pronto como se den las condiciones. En otros comentarios, dijo que las elecciones presidenciales y parlamentarias se celebrarían en un nuevo calendario, que se determinaría mediante consultas con los actores interesados, en particular los partidos políticos y las organizaciones de la sociedad civil. También prometió que se modificaría la ley electoral excluyente para que todas las fuerzas políticas pudieran participar.
Dos líderes regionales, Macky Sall, presidente de Senegal y presidente de la CEDEAO, y Yayi Boni, presidente de Benín, viajaron a Uagadugú el 18 de septiembre para mantener conversaciones con Diendéré, con el objetivo de restaurar el gobierno de transición. El 20 de septiembre se anunció un borrador de acuerdo que implicaría permitir que los candidatos previamente excluidos participaran en las elecciones. También otorgó amnistía a quienes participaron en el golpe y exigió la liberación de quienes fueron detenidos por la CND. También permitió una demora en la celebración de las elecciones, pero exigió que se realizaran antes del 22 de noviembre. Las dos partes parecían aún estar en desacuerdo sobre quién lideraría la transición: el borrador del acuerdo pedía restaurar a Kafando como presidente, pero la CND insistió en que Diendéré debería continuar en su cargo durante el resto del período de transición.
La CND nunca estableció claramente su autoridad más allá de Uagadugú, y el 21 de septiembre los líderes del ejército anunciaron que soldados del ejército regular marchaban hacia la capital para poner fin al golpe. Frente a la perspectiva de un enfrentamiento con el ejército regular, así como a las continuas protestas callejeras de los opositores al golpe, quienes sentían que los términos propuestos ofrecían demasiadas concesiones a los líderes golpistas, Diendéré dijo que la CND acataría la disposición del borrador del acuerdo para el retorno del gobierno civil. Kafando fue reinstalado como presidente en una ceremonia el 23 de septiembre en presencia de los líderes de la CEDEAO. Isaac Zida también regresó a su puesto de primer ministro. Zida dijo que preveía un retraso de 'varias semanas' en la celebración de las elecciones. Por su parte, Diendéré dijo que el golpe fue un error y que sabíamos que la gente no estaba a favor. Por eso nos hemos rendido.
El 25 de septiembre, la RSB fue disuelta por decreto gubernamental. El 26 de septiembre, los bienes de Diendéré y otros asociados con el golpe, así como los bienes de cuatro partidos políticos, incluido el Congreso por la Democracia y el Progreso (CDP), fueron congelados por la fiscalía estatal. A Djibril Bassolé y Eddie Komboïgo, a quienes se les prohibió presentarse como candidatos presidenciales, se les congelaron los activos. Bassolé fue detenido el 29 de septiembre por presuntamente apoyar el golpe.

## Sistema electoral
El presidente fue elegido mediante el sistema de dos vueltas, con una segunda vuelta que se celebrará 15 días después de que se declaren los resultados de las elecciones si ningún candidato recibe más del 50% de los votos en la primera vuelta.
En cuanto a las elecciones legislativas se preservara el sistema heredado de la época de Compaoré. Los 127 miembros de la Asamblea Nacional fueron elegidos por períodos de cinco años, de los cuales 111 fueron elegidos en 45 distritos plurinominales que varían en tamaño de dos a nueve escaños, y los 16 restantes se eligieron en un solo distrito electoral nacional. Las elecciones se llevaron a cabo utilizando la representación proporcional por lista cerrada. Los candidatos individuales obtuvieron escaños según su posición en la papeleta electoral, cuyo orden fue decidido por la dirección de cada partido.

## Campaña
El 13 de octubre se informó que las elecciones se celebrarían el 29 de noviembre de 2015. Más adelante en el mes, el Congreso por la Democracia y el Progreso (CDP) declaró que, con su propio candidato excluido de postularse, planeaba apoyar a otro candidato en las elecciones. También dijo que reemplazaría a los candidatos parlamentariosque se les había prohibido postularse.
El período oficial de campaña comenzó el 8 de noviembre, con 14 candidatos presidenciales postulados. Kabore lanzó su campaña en Bobo-Dioulasso, con la asistencia de 30.000 partidarios, mientras que Diabre lanzó su campaña en Fada N'Gourma y Sankara en Solenz.
La campaña favoreció mucho a los candidatos adinerados y no brindó oportunidades a los partidos con menos recursos para construir campañas de base. Algunos candidatos tenían la riqueza suficiente para emplear helicópteros para transportarlos entre los mítines de campaña y obtener el apoyo de la población predominantemente rural del país.

## Resultados
Los resultados parciales publicados el 30 de noviembre, que reflejan los votos de 253 de las 368 comunas, mostraron a Kaboré con una fuerte ventaja sobre Diabré, 54,27% a 29,16%. La comisión electoral anunció el 1 de diciembre que Kaboré había ganado las elecciones en la primera vuelta con el 53,5% de los votos frente al 29,7% de Diabré. La participación se situó en alrededor del 60%.
Los resultados oficiales finales del Consejo Constitucional se anunciaron el 15 de diciembre de 2015 y confirmaron que Kaboré ganó las elecciones con el 53% de los votos.

### Presidente
| Candidato                            | Partido                                            | Votos     | %     |
| ------------------------------------ | -------------------------------------------------- | --------- | ----- |
| Roch Marc Christian Kaboré           | Movimiento del Pueblo para el Progreso             | 1,668,169 | 53.49 |
| Zéphirin Diabré                      | Unión para el Progreso y la Reforma                | 924,811   | 29.65 |
| Tahirou Barry                        | Partido del Renacimiento Nacional                  | 96,457    | 3.09  |
| Bénéwendé Stanislas Sankara          | Unión para el Renacimiento / Movimiento Sankarista | 86,459    | 2.77  |
| Ablassé Ouedraogo                    | Faso Alternativa                                   | 60,134    | 1.93  |
| Saran Sérémé                         | Partido para el Desarrollo y la Reforma            | 53,900    | 1.73  |
| Victorien Barnabé Wendkouni Tougouma | Movimiento Africano de los Pueblos                 | 50,893    | 1.63  |
| Jean-Baptiste Natama                 | Independiente                                      | 42,497    | 1.36  |
| Isaaka Zampaligré                    | Independiente                                      | 38,064    | 1.22  |
| Adama Kanazoé                        | Independiente                                      | 37,766    | 1.21  |
| Ram Ouédraogo                        | Agrupación de los Ecologistas de Burkina           | 21,161    | 0.68  |
| Maurice Denis Salvador Yameogo       | Agrupación de Demócratas por Faso                  | 15,266    | 0.49  |
| Boukaré Ouédraogo                    | Independiente                                      | 15,007    | 0.48  |
| Françoise Toé                        | Independiente                                      | 8,111     | 0.26  |
| Votos nulos/en blanco                | Votos nulos/en blanco                              | 191,293   | –     |
| Total                                | Total                                              | 3,309,988 | 100   |
| Votantes registrados/participación   | Votantes registrados/participación                 | 5,517,015 | 60.00 |
| Fuente: CENI                         |                                                    |           |       |

### Asamblea Nacional
Los resultados de las elecciones parlamentarias se anunciaron el 2 de diciembre de 2015, mostrando que el partido de Kaboré, el Movimiento del Pueblo para el Progreso (MPP), ocupó el primer lugar con 55 de 127 escaños, pero no alcanzó la mayoría, el mejor resultado para un partido nuevo en Burkina Faso. El partido de Diabré, la Unión para el Progreso y la Reforma (UPC) obtuvo 33 escaños, casi duplicando su resultado de 2012 mientras el Congreso por la Democracia y el Progreso (CDP) con 18 escaños había sufrido una caída superextrema al perder un millón de votos y 52 escaños.
| Partido                                                                      | Lista Nacional | Lista Nacional | Lista Nacional | Distrito Proporcional | Distrito Proporcional | Distrito Proporcional | Total | +/–   |
| Partido                                                                      | Votos          | %              | Escaños        | Votos                 | %                     | Escaños               | Total | +/–   |
| ---------------------------------------------------------------------------- | -------------- | -------------- | -------------- | --------------------- | --------------------- | --------------------- | ----- | ----- |
| Movimiento del Pueblo para el Progreso (MPP)                                 | 1,096,814      | 34.71          | 6              |                       |                       | 49                    | 55    | Nuevo |
| Unión para el Progreso y la Reforma (UPC)                                    | 648,784        | 20.53          | 3              |                       |                       | 30                    | 33    | +14   |
| Congreso por la Democracia y el Progreso (CDP)                               | 417,058        | 13.20          | 2              |                       |                       | 16                    | 18    | –52   |
| Nueva Alianza por Faso                                                       | 130,963        | 4.14           | 1              |                       |                       | 1                     | 2     | Nuevo |
| Unión para el Renacimiento / Movimiento Sankarista (UNIR-MS)                 | 118,662        | 3.76           | 1              |                       |                       | 4                     | 5     | +1    |
| Alianza para la Democracia y la Federación (ADF-RDA)                         | 96,614         | 3.06           | 1              |                       |                       | 2                     | 3     | –15   |
| Nueva Era por la Democracia                                                  | 70,374         | 2.23           | 1              |                       |                       | 2                     | 3     | Nuevo |
| Partido Renacimiento Nacional (PRN)                                          | 59,421         | 1.88           | 1              |                       |                       | 1                     | 2     | +2    |
| Partido por la Democracia y el Socialismo (PDS)                              | 58,589         | 1.85           | 0              |                       |                       | 1                     | 1     | –1    |
| Faso Alternativo (FA)                                                        | 45,405         | 1.44           | 0              |                       |                       | 1                     | 1     | 0     |
| Partido por el Desarrollo y la Reforma                                       | 43,614         | 1.38           | 0              |                       |                       | 0                     | 0     | Nuevo |
| Organización por la Democracia y el Trabajo                                  | 28,469         | 0.90           | 0              |                       |                       | 1                     | 1     | 0     |
| Unión por una Nueva Burkina                                                  | 27,147         | 0.86           | 0              |                       |                       | 1                     | 1     | Nuevo |
| Agrupación por la Democracia y el Socialismo                                 | 25,783         | 0.82           | 0              |                       |                       | 1                     | 1     | 0     |
| Frente de las Fuerzas Sociales                                               | 21,030         | 0.67           | 0              |                       |                       | 0                     | 0     | 0     |
| Movimiento por la Democracia en África                                       | 18,310         | 0.58           | 0              |                       |                       | 1                     | 1     | Nuevo |
| Alianza de las Juventudes por la Independencia y la República                | 17,711         | 0.56           | 0              |                       |                       | 0                     | 0     | Nuevo |
| Burkina Yirwa                                                                | 15,955         | 0.50           | 0              |                       |                       | 0                     | 0     | Nuevo |
| Burkina Alternativa / Partido por el Socialismo y la Reformulación           | 13,316         | 0.42           | 0              |                       |                       | 0                     | 0     | 0     |
| Movimiento Africano de los Pueblos                                           | 9,656          | 0.31           | 0              |                       |                       | 0                     | 0     | 0     |
| Convergencia Patriótica por la Renovación / Movimiento Progresista           | 9,012          | 0.29           | 0              |                       |                       | 0                     | 0     | Nuevo |
| Movimiento Patriótico para la Renovación de Burkina                          | 8,991          | 0.28           | 0              |                       |                       | 0                     | 0     | 0     |
| Unión de los Revolucionarios por Faso                                        | 8,662          | 0.27           | 0              |                       |                       | 0                     | 0     | Nuevo |
| Movimiento de Liberación Nacional                                            | 8,365          | 0.26           | 0              |                       |                       | 0                     | 0     | Nuevo |
| Unión por la República                                                       | 8,110          | 0.26           | 0              |                       |                       | 0                     | 0     | –5    |
| Consejo Nacional para la Reforma                                             | 7,989          | 0.25           | 0              |                       |                       | 0                     | 0     | 0     |
| Agrupación de los Ecologistas de Burkina                                     | 7,932          | 0.25           | 0              |                       |                       | 0                     | 0     | 0     |
| Alianza de Fuerzas Progresistas                                              | 7,670          | 0.24           | 0              |                       |                       | 0                     | 0     | 0     |
| Renovación Cívica                                                            | 7,097          | 0.22           | 0              |                       |                       | 0                     | 0     | Nuevo |
| Partido Republicano para la Independencia Total                              | 5,229          | 0.17           | 0              |                       |                       | 0                     | 0     | 0     |
| Partido Patriótico por el Desarrollo                                         | 5,112          | 0.16           | 0              |                       |                       | 0                     | 0     | 0     |
| Unión Nacional por la Democracia y el Desarrollo                             | 5,022          | 0.16           | 0              |                       |                       | 0                     | 0     | –1    |
| Consejo Popular para la Acción                                               | 4,844          | 0.15           | 0              |                       |                       | 0                     | 0     | 0     |
| Movimiento Patriótico de Burkina                                             | 4,429          | 0.14           | 0              |                       |                       | 0                     | 0     | Nuevo |
| Agrupación de Demócratas por Faso                                            | 4,143          | 0.13           | 0              |                       |                       | 0                     | 0     | Nuevo |
| Convergencia por la Emergencia y el Desarrollo                               | 4,056          | 0.13           | 0              |                       |                       | 0                     | 0     | Nuevo |
| Agrupación para las Fuerzas Independientes/Partido de la Juventud de Burkina | 3,578          | 0.11           | 0              |                       |                       | 0                     | 0     | 0     |
| Partido Nacional de Socialdemócratas                                         | 3,428          | 0.11           | 0              |                       |                       | 0                     | 0     | 0     |
| Organización por la Democracia y el Progreso                                 | 3,366          | 0.11           | 0              |                       |                       | 0                     | 0     | Nuevo |
| Juventud Consciente de Burkina Faso                                          | 3,303          | 0.10           | 0              |                       |                       | 0                     | 0     | Nuevo |
| Agrupación de los Republicanos                                               | 3,180          | 0.10           | 0              |                       |                       | 0                     | 0     | 0     |
| Coalición por la República-Partido Progresista                               | 2,909          | 0.09           | 0              |                       |                       | 0                     | 0     | Nuevo |
| Unión de Fuerzas Progresistas                                                | 2,904          | 0.09           | 0              |                       |                       | 0                     | 0     | 0     |
| Partido por la Democracia y el Progreso/Partido Socialista                   | 2,882          | 0.09           | 0              |                       |                       | 0                     | 0     | 0     |
| Independientes para el Desarrollo Neerwaya                                   | 2,868          | 0.09           | 0              |                       |                       | 0                     | 0     | Nuevo |
| Partido Republicano por la Integración y la Solidaridad                      | 2,865          | 0.09           | 0              |                       |                       | 0                     | 0     | Nuevo |
| Partido por el Renacimiento de la Democracia en Faso                         | 2,747          | 0.09           | 0              |                       |                       | 0                     | 0     | 0     |
| Agrupación de Patriotas por la Renovación                                    | 2,654          | 0.08           | 0              |                       |                       | 0                     | 0     | Nuevo |
| Unión Democrática por el Renacimiento de Burkinabé                           | 2,605          | 0.08           | 0              |                       |                       | 0                     | 0     | Nuevo |
| Unión para el Desarrollo de Sanmatenga                                       | 2,379          | 0.08           | 0              |                       |                       | 0                     | 0     | Nuevo |
| Partido por la Unidad y el Desarrollo Nacional                               | 2,319          | 0.07           | 0              |                       |                       | 0                     | 0     | 0     |
| Agrupación de Independientes de Houet                                        | 2,319          | 0.07           | 0              |                       |                       | 0                     | 0     | Nuevo |
| Alianza por el Renacimiento, la Democracia y la Integración                  | 2,058          | 0.07           | 0              |                       |                       | 0                     | 0     | Nuevo |
| Alianza para la Democracia en Faso                                           | 1,926          | 0.06           | 0              |                       |                       | 0                     | 0     | 0     |
| Partido Burkina Laafia                                                       | 1,923          | 0.06           | 0              |                       |                       | 0                     | 0     | Nuevo |
| Unión por el Renacimiento Democrático de Burkina                             | 1,903          | 0.06           | 0              |                       |                       | 0                     | 0     | 0     |
| Partido por la Democracia y la Juventud                                      | 1,888          | 0.06           | 0              |                       |                       | 0                     | 0     | Nuevo |
| Movimiento por el Progreso y la Reforma                                      | 1,848          | 0.06           | 0              |                       |                       | 0                     | 0     | 0     |
| Movimiento del Pueblo por la Democracia                                      | 1,610          | 0.05           | 0              |                       |                       | 0                     | 0     | Nuevo |
| Partido Socialista Unificado                                                 | 1,568          | 0.05           | 0              |                       |                       | 0                     | 0     | 0     |
| Convención para la Alternación, la Democracia y la Igualdad en Faso          | 1,486          | 0.05           | 0              |                       |                       | 0                     | 0     | Nuevo |
| Partido Ecologista para el Nuevo Desarrollo                                  | 1,427          | 0.05           | 0              |                       |                       | 0                     | 0     | Nuevo |
| Unión por el Movimiento del Pueblo                                           | 1,413          | 0.04           | 0              |                       |                       | 0                     | 0     | Nuevo |
| Agrupación de los Liberales                                                  | 1,393          | 0.04           | 0              |                       |                       | 0                     | 0     | Nuevo |
| Convergencia de Masas Populares                                              | 1,209          | 0.04           | 0              |                       |                       | 0                     | 0     | Nuevo |
| Movimiento Panafricano de Faso                                               | 1,203          | 0.04           | 0              |                       |                       | 0                     | 0     | 0     |
| Partido Nacional por el Desarrollo y la Paz                                  | 1,150          | 0.04           | 0              |                       |                       | 0                     | 0     | Nuevo |
| Partido de los Patriotas Panafricanos                                        | 1,133          | 0.04           | 0              |                       |                       | 0                     | 0     | 0     |
| Liga de Jóvenes por el Empleo y la Formación                                 | 1,120          | 0.04           | 0              |                       |                       | 0                     | 0     | Nuevo |
| Frente Progresista                                                           | 1,070          | 0.03           | 0              |                       |                       | 0                     | 0     | Nuevo |
| Grupo Independiente BEOGO-NEERE                                              | 1,069          | 0.03           | 0              |                       |                       | 0                     | 0     | Nuevo |
| Partido Fasócrata                                                            | 1,050          | 0.03           | 0              |                       |                       | 0                     | 0     | Nuevo |
| Bindjo                                                                       | 1,009          | 0.03           | 0              |                       |                       | 0                     | 0     | Nuevo |
| Otros partidos                                                               | 12,452         | 0.40           | 0              |                       |                       | 0                     | 0     | 0     |
|                                                                              |                |                |                |                       |                       |                       |       |       |
| Votos válidos                                                                | 3,159,650      |                |                |                       |                       |                       |       |       |
| Votos nulos/en blanco                                                        | 157,543        | –              | –              |                       | –                     | –                     | –     | –     |
| Total                                                                        | 3,317,193      | 100            | 16             |                       |                       | 111                   | 127   | 0     |
| Votantes registrados/participación                                           | 5,517,015      | 60.13          | –              |                       |                       | –                     | –     | –     |
| Fuente: CENI, CENI                                                           |                |                |                |                       |                       |                       |       |       |

## Secuelas
Roch Marc Christian Kaboré prestó juramento como presidente el 29 de diciembre de 2015. La Asamblea Nacional eligió a Salif Diallo, miembro destacado del Movimiento del Pueblo para el Progreso (MPP), como presidente de la Asamblea Nacional el 30 de diciembre. Recibió 78 votos de los 127 diputados.
El jefe de la comisión electoral, Barthelemy Kere, dijo que esta elección transcurrió en calma y serenidad, lo que demuestra la madurez del pueblo de Burkina Faso.
Zephirin Diabre, finalista en la votación, llegó a la sede de la campaña del presidente electo Roch Marc Christian Kaboré  mientras los partidarios de Kabore celebraban la victoria para felicitarlo, informó Al Jazeera. Los gobiernos extranjeros también felicitaron a Kaboré, incluidos los de Ghana y los Estados Unidos.